# Corticiaceae
Corticiaceae is een familie van schimmels behorend tot de orde van Corticiales.

## Geslachten
De familie Corticiaceae bestaat uit de volgende 25 geslachten:
1. Ambivina
2. Amylobasidium
3. Australovuilleminia
4. Capillosclerotium
5. Corticirama
6. Corticium
7. Cytidia
8. Dendrocorticium
9. Erythricium
10. Galzinia
11. Laeticorticium
12. Laetisaria
13. Leptocorticium
14. Licrostroma
15. Limonomyces
16. Marchandiomyces
17. Melzerodontia
18. Michenera
19. Nothocorticium
20. Papyrodiscus
21. Punctularia
22. Ripexicium
23. Tretopileus
24. Vuilleminia
25. Waitea